# Billy (film)
Billy is een Nederlandse komische film uit 2018 en het regiedebuut van Theo Maassen. Voorafgaand aan de première als NTR-telefilm op 25 maart 2018 draaide de film in bioscopen.

## Plot
Gerard de Groot heeft al jaren veel succes als buikspreker met zijn brutale handpop Billy en de twee zijn onafscheidelijk maar Billy bepaalt ook Gerards privéleven. De aantrekkelijke voetbalvrouw Belinda valt als een blok voor Billy maar haar date met Gerard draait uit op een teleurstelling. Gerards nieuwe buurvrouw Merel overtuigt hem ervan dat hij zijn eigen leven moet leiden. Hij begint een mislukte solocarrière als zanger van gevoelige liedjes. Gerard ziet (ook uit financiële nood) geen andere uitweg dan een comeback van Billy maar in een live televisie-uitzending trapt hij de pop kapot. Uiteindelijk dwingt Gerard zijn manager zijn geld terug te betalen, Belinda hem naast de pop te accepteren en Merel de pop naast hem. Hij treedt nu op als zanger met de pop als afsluitend commentator.

## Rolverdeling
- Bruno Vanden Broecke als Gerard de Groot
- Ruben van der Meer als manager Jeremy
- Ellen Parren als Belinda
- Christine de Boer als Merel
- Jan-Paul Buijs als Bastiaan
- Chris Willemsen als Billy (stem)
- Steye van Dam als talkshowhost

Er zijn cameo's van Kees van Amstel, Fresku, Brigitte Kaandorp, Paul de Leeuw, Thomas van Luyn, Murth Mossel, Sander van Opzeeland, De Partizanen, Bert Visscher en Sanne Wallis de Vries.